# ألكسندر إميليانينكو
ألكسندر فلاديميروفيتش إميليانينكو (بالروسية: Александр Владимирович Емельяненко؛ مواليد 2 أغسطس 1981) هو مُقاتل فنون قتالية مختلطة روسي.

## وصلات خارجية
- ألكسندر إميليانينكو على موقع بوكس ريك (الإنجليزية) (registration required)
- ألكسندر إميليانينكو على موقع شيردوغ (الإنجليزية)
- ألكسندر إميليانينكو على موقع Tapology.com (الإنجليزية)
- ألكسندر إميليانينكو على موقع IMDb (الإنجليزية)